# Bomolocha angitia
Bomolocha angitia är en fjärilsart som beskrevs av Druce 1890. Bomolocha angitia ingår i släktet Bomolocha och familjen nattflyn. Inga underarter finns listade i Catalogue of Life.